# Энни: Королевское приключение
«Энни 2: Королевское приключение» (англ. Annie 2: A Royal Adventure!) — телесиквел 1995 года фильма «Энни» («Annie») 1981 года. Тогда как в США продолжение вышло в 1995 г., в других странах фильм был выпущен в 1996 году и его длительность примерно составляла 93 минуты. В картине нет других песен, помимо репризы из «Tomorrow».

## Сюжет
В фильме герои Варбакс (персонаж Хирна), Энни (роль Джонсон), эксцентричный учёный (Макдайармид) и один сирота путешествуют в Англию, где Варбакс будет посвящён в рыцари королём. Однако дети путают планы злой аристократки (Коллинз), собирающейся взорвать Букингемский дворец, пока все наследники трона присутствуют на посвящении Варбакса. Это бы сделало её единственной претенденткой и, по сути, королевой.

## В ролях
- Эшли Джонсон — Энни
- Джоан Коллинз — леди Эдвина Хогботтом
- Джордж Хирн — Оливер Варбакс
- Иэн Макдайармид — доктор Илай Эон
- Эмили Энн Ллойд — Ханна
- Камилла Белль — Молли
- Криспин Бонэм-Картер — Руперт Хогботтом
- Перри Бенсон — Мин Мерфи Кнаклс
- Энтони Заки — Панджэб
- Дэвид Ци — Эсп
- Кэрол Кливленд — мисс Хэнниган
- Джордж Вуд
- Баффи Дэвиз
- Иэн Редфорд
- Тимоти Бэтисон
- Дебора Мак-Ларен
- Энн Морриш
- Мэри Кей Бергман
- Сэм Манкузо

## Выход на DVD
В 2004 году фильм вышел на DVD 1 и 2 регинов. DVD не содержал ничего особенного, лишь выбор субтитры.